# Okres Ialoveni
Ialoveni je okres v Moldavsku. Žije zde okolo 97 000 obyvatel a jeho sídlem je město Ialoveni. Sousedí s Moldavskými okresy Strășeni, Anenii Noi, Căușeni, Cimișlia a na východě s Hîncești. Poté s hlavním městem Moldavska Kišiněvem.